# Comuna Rafaila, Vaslui
Rafaila este o comună în județul Vaslui, Moldova, România, formată numai din satul de reședință cu același nume.

## Așezare
Rafaila este situată în partea de Nord-Vest a județului Vaslui, având ca vecini:
- la Nord comuna Todirești
- la Est comuna Oșești
- la Vest comuna Dumești
- la Sud comuna Gârceni

### Componență
Comuna Rafaila a fost reînființată în anul 2004 prin desprindere de comuna Todirești și are în componență doar satul Rafaila.

## Demografie
Componența etnică a comunei Rafaila
     Români (90,6%)
     Alte etnii (0,51%)
     Necunoscută (8,89%)
Componența confesională a comunei Rafaila
     Ortodocși (89,89%)
     Adventiști (1,22%)
     Alte religii (0%)
     Necunoscută (8,89%)
Conform recensământului efectuat în 2021, populația comunei Rafaila se ridică la 1.563 de locuitori, în scădere față de recensământul anterior din 2011, când fuseseră înregistrați 1.835 de locuitori. Majoritatea locuitorilor sunt români (90,6%), iar pentru 8,89% nu se cunoaște apartenența etnică. Din punct de vedere confesional, majoritatea locuitorilor sunt ortodocși (89,89%), cu o minoritate de adventiști (1,22%), iar pentru 8,89% nu se cunoaște apartenența confesională.

## Politică și administrație
Comuna Rafaila este administrată de un primar și un consiliu local compus din 11 consilieri. Primarul, Constantin Fânariu[*], de la Partidul Social Democrat, este în funcție din 2004. Începând cu alegerile locale din 2024, consiliul local are următoarea componență pe partide politice:
|  | Partid                    | Consilieri | Componența Consiliului | Componența Consiliului | Componența Consiliului | Componența Consiliului | Componența Consiliului | Componența Consiliului | Componența Consiliului | Componența Consiliului |
|  | ------------------------- | ---------- | ---------------------- | ---------------------- | ---------------------- | ---------------------- | ---------------------- | ---------------------- | ---------------------- | ---------------------- |
|  | Partidul Social Democrat  | 8          |                        |                        |                        |                        |                        |                        |                        |                        |
|  | Partidul Național Liberal | 2          |                        |                        |                        |                        |                        |                        |                        |                        |
|  | Uniunea Salvați România   | 1          |                        |                        |                        |                        |                        |                        |                        |                        |